# Communauté de communes de la Brie boisée
La communauté de communes de la Brie boisée est une ancienne communauté de communes française, située dans le département de Seine-et-Marne en région Île-de-France.

## Historique
Créée le  7 décembre 2001, la communauté de communes de la Brie boisée se substitue au district de même nom créé le 26 décembre 1994.
Au regroupement des 7 communes à l'origine viennent se retrancher :
- en 2001 : Jossigny pour rejoindre la communauté d'agglomération de Marne et Gondoire.
- en 2005 : Dammartin-sur-Tigeaux pour rejoindre la communauté de communes de la Brie des Moulins.

Dans le cadre des dispositions de la loi portant nouvelle organisation territoriale de la République (Loi NOTRe) du 7 août 2015, qui prévoit que les établissements publics de coopération intercommunale (EPCI) à fiscalité propre doivent avoir un minimum de 15 000 habitants (et 5 000 habitants en zone de montagnes), le préfet de Seine-et-Marne a arrêté le 30 mars 2016 un nouveau schéma départemental de coopération intercommunale (SDCI) qui prévoit notamment la fusion de la communauté de communes de la Brie boisée, de la communauté de communes du Val Bréon et  de la communauté de communes les Sources de l'Yerres, ainsi que la commune de Courtomer.
La Brie boisée souhaitant éviter cette fusion en raison notamment de rapports difficiles avec Jean-Jacques Barbaux (LR), président du Val Bréon et du Conseil départemental, a voté sa dissolution fin octobre 2016, de manière à permettre aux communes membres de rejoindre d'autres intercommunalités : Villeneuve-Saint-Denis souhaite rejoindre le Val d’Europe, et Ferrières-en-Brie et Pontcarré se verraient rejoindre Marne-et-Gondoire. Le préfet de Seine-et-Marne devra donc arbitrer entre le schéma initial et ces nouvelles perspectives avant le 1er janvier 2017.
Par arrêté préfectoral du 23 décembre 2016, ses communes fusionnent le 1er janvier 2017 avec d'autres communautés de communes pour former la nouvelle intercommunalité du Val Briard.

## Composition
Elle regroupait 5 communes adhérentes au 1er janvier 2016 :
| Nom                    | Code Insee | Gentilé       | Superficie (km2) | Population (dernière pop. légale) | Densité (hab./km2) |
| ---------------------- | ---------- | ------------- | ---------------- | --------------------------------- | ------------------ |
| Pontcarré (siège)      | 77374      | Pontcarréens  | 9,46             | 2 103 (2014)                      | 222                |
| Favières               | 77177      | Favièrois     | 28,27            | 1 096 (2014)                      | 39                 |
| Ferrières-en-Brie      | 77181      | Ferrièrois    | 6,75             | 2 801 (2014)                      | 415                |
| Villeneuve-le-Comte    | 77508      | Vilcomtois    | 19,09            | 1 845 (2014)                      | 97                 |
| Villeneuve-Saint-Denis | 77510      | Vildyonisiens | 7,40             | 867 (2014)                        | 117                |

## Politique et administration
La communauté est administrée par un conseil communautaire constitué de conseillers municipaux des communes membres.
- Mode de représentation : égalitaire
- Nombre total de délégués : 25 (2013)
- Nombre de délégués par commune : 5 délégués par commune
- Soit en moyenne : 1 délégué pour 312 habitants

### Liste des présidents
| Période | Période       | Identité       | Étiquette | Qualité                                       |
| ------- | ------------- | -------------- | --------- | --------------------------------------------- |
| ?       | décembre 2016 | Mireille Munch | Cap21     | Chargée de Gestion Maire de Ferrières-en-Brie |

### Siège
Mairie de Pontcarré, 77135 Pontcarré.

## Compétences
Compétences statuts de la communauté de communes de la Brie boisée approuvés par arrêté préfectoral DRCL-BCCCL-LG-2012 n°11 du 18 janvier 2012.
En matière de développement économique
- Aménagement, entretien, et gestion des zones d'activité industrielle, commerciale, tertiaire, artisanale ou touristique qui sont d'intérêt communautaire, actions de développement économique d'intérêt communautaire,
- Est d'intérêt communautaire les actions de développement économique qui suivent : la plate forme d'initiative locale

En matière d'aménagement de l'espace communautaire
- Schéma de cohérence territoriale et schéma de secteur
- Zones d'aménagement concerté d'intérêt communautaire
- Charte de Pays

Création ou aménagement et entretien de la voirie d'intérêt communautaire
Élimination et valorisation des déchets des ménages et assimilés

## Compétences facultatives
Protection et mise en valeur de l'environnement, le cas échéant dans le cadre de schémas départementaux et soutien aux actions de maîtrise de la demande d'énergie
- Actions de sensibilisation du public en matière de protection de l’environnement
- Assainissement non collectif
- Lutte contre la pollution de l'air
- Lutte contre les nuisances sonores

Politique du logement et du cadre de vie
- Plan local de l’habitat

Tourisme
- Syndicat d’initiative

Service incendie et secours
Transport
- Transport à la demande
- gestion locale des transports intercommunaux de voyageurs
- Animation du comité local PDU et pilotage de la déclinaison locale du PDU régional, tous modes de déplacements confondus

Action sociale
- Portage des repas à domicile
- Téléalarme
- Aide à domicile
- Relais assistante maternelle
- Étude relative à la petite enfance
- Point information jeunesse
- Étude sur la construction d’une maison d’accueil rurale pour personnes âgées

Jeunesse et sports
- Intervenant sport d’intérêt communautaire : est déclaré d’intérêt communautaire : l’intervenant multisports pour l’ensemble des écoles primaires du territoire intercommunal
- Manifestations sportives à destination de la jeunesse déclarées d’intérêt communautaire : sont déclarées d’intérêt communautaire : une fête intercommunale, une rencontre sportive intercommunale regroupant l’ensemble des écoles primaires du territoire, une sortie annuelle à destination de tous les jeunes du territoire intercommunal
- Manifestations des accueils de loisirs communaux déclarées d’intérêt communautaire : est déclarée d’intérêt communautaire : contribution aux frais de sorties concernant tous les accueils de loisirs du territoire intercommunal
- Organisation de séjours d’intérêt communautaire : sont déclarés d’intérêt communautaire : les séjours 6-17 ans à destination de tous les jeunes du territoire intercommunal

Actions culturelles
- Manifestations culturelles déclarées d’intérêt communautaire : sont déclarés d’intérêt communautaire : - Le concert du nouvel an
- L’exposition de peinture de la Brie Boisée : l’exposition Brie’Arts
- Le festival de musique de la Brie Boisée
- Le week-end du rire
- Les manifestations culturelles en partenariat avec les conservatoires et les écoles de musique.

source : http://brieboisee.fr/pres-competences.php